# 斯堪航空
斯堪航空（英語：Scanair）是北歐航空旗下曾於1961年至1994年營運的一家包機航空公司，總部設於瑞典斯德哥爾摩市布魯瑪。

## 歷史

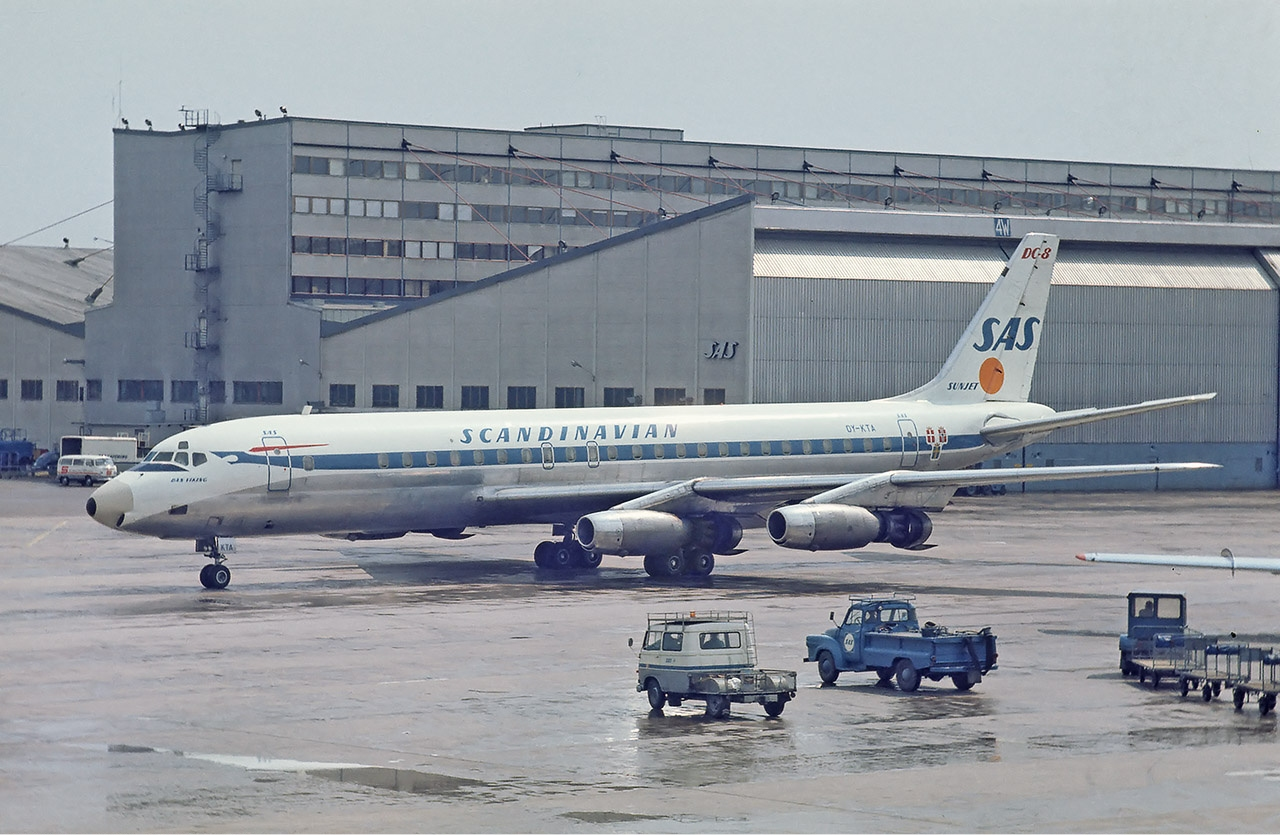
斯堪航空於1970年啟用SunJet塗裝，惟當時并未增加Scanair字樣

斯堪航空於1961年6月在丹麥成立，屬於北歐航空集團，最初使用道格拉斯DC-7運營前往西班牙、北非和美國的包機。1965年，斯堪航空將總部遷至斯德哥爾摩，同時接收北歐航空調撥的道格拉斯DC-8。其後，兩架波音727加入逐漸擴張的斯堪航空機隊，斯堪航空也成為北歐最大的包機航空公司。
此外，斯堪航空也曾經提供前往加那利群島、斯里蘭卡、泰國以及在冬季前往澳大利亞、德國和瑞士的航班。為增加客量，斯堪航空引進空中客車A300，惟因航程不足而被DC-10替換。斯堪航空在1980年代迅猛增長，當時每年客流量超過200萬人，但仍然不足以盈利。因此在1994年1月1日，斯堪航空與丹麥的一家航空公司統一航空（Conair）合併，組建一間名為首要航空（Premiair）的航空公司，後者後來改組為斯堪的納維亞托馬斯庫克航空。

## 塗裝
早期斯堪航空的飛機在機身上仍然保留母公司北歐航空的維京長船塗裝，但自1970年起垂直尾翼上的圖案改為一個代表太陽的橙色圓形，太陽下方寫有SCANAIR字樣，一些DC-8垂直尾翼上的“Scanair”上方亦寫有字號較小的SUNJET字樣。
1983年北歐航空機隊改為斜線塗裝後，斯堪航空也變更塗裝，只不過機身前部的斜線顏色是與垂直尾翼上太陽同色的橙色，而非北歐三國的國旗色。此外，DC-10和MD-80的後部引擎整流罩上亦寫有“SunJet”字樣。

## 曾用機型

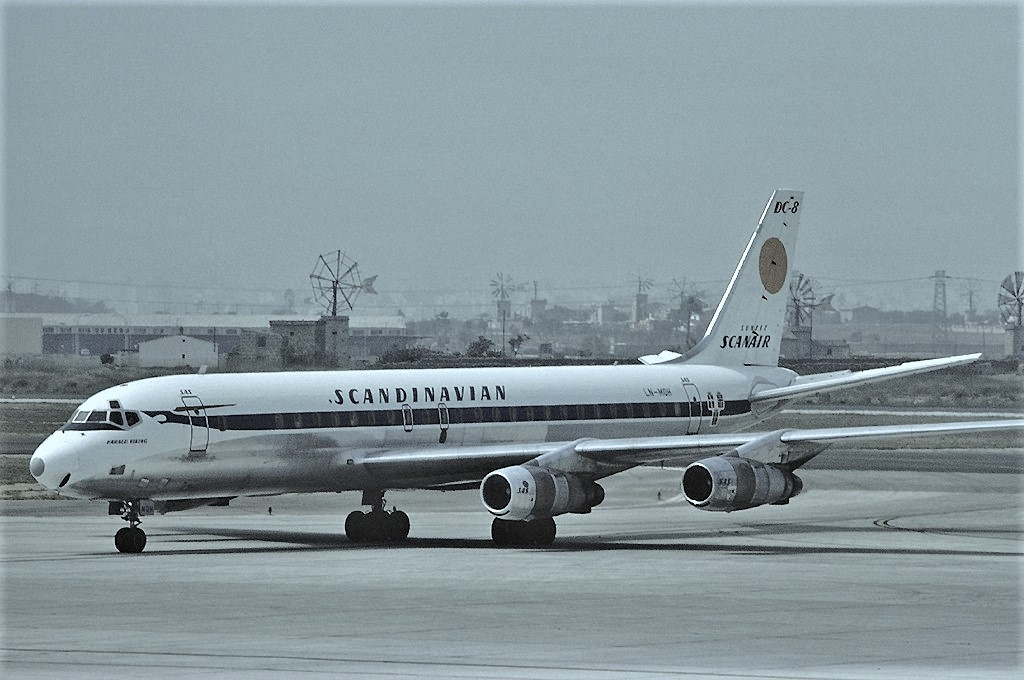
1976年斯堪航空DC-8-55在馬略卡島帕爾馬機場

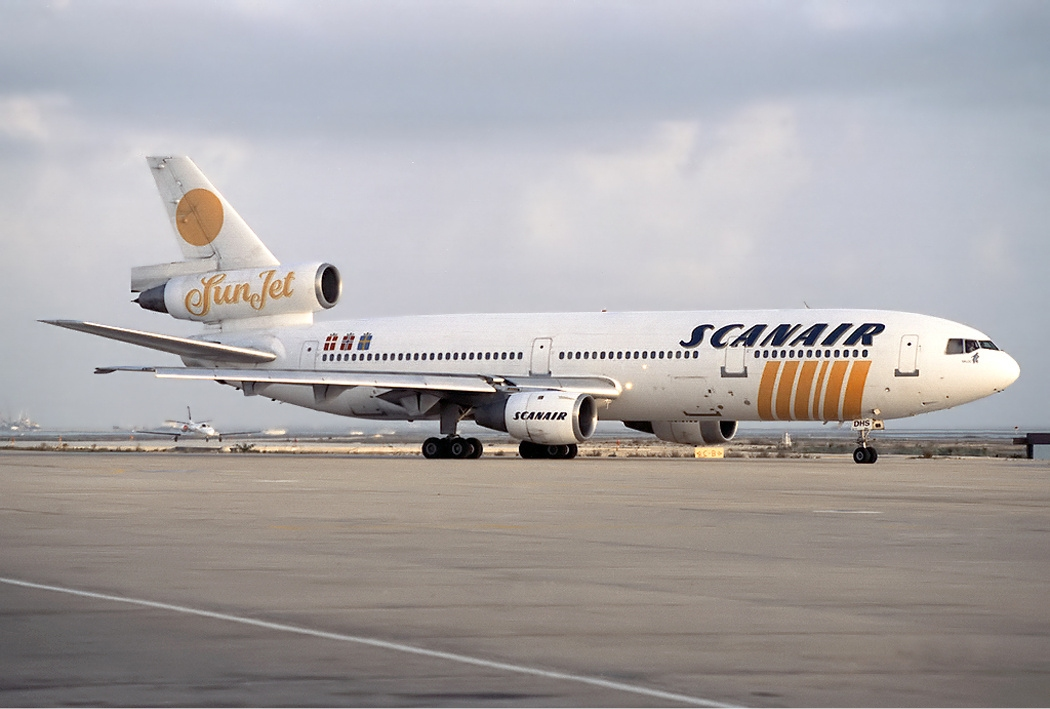
1993年斯堪航空DC-10-10（末代塗裝）

- 2架道格拉斯DC-7C
- 3架道格拉斯DC-8-33
- 2架道格拉斯DC-8-55
- 3架道格拉斯DC-8-62
- 2架道格拉斯DC-8-62CF
- 5架道格拉斯DC-8-63
- 2架道格拉斯DC-8-63PF
- 3架空中客車A300B4
- 1架波音747-143
- 3架波音747-283B
- 3架波音727-134
- 3架麥道MD-82
- 3架麥道MD-83
- 6架麥道DC-10-10
- 1架麥道DC-10-30

來源:

## 外部連結
- Code and fleet info[永久]
- Airliners.net photos （页面存档备份，存于）
- SCANAIR history （页面存档备份，存于）
- SCANAIR historical website （页面存档备份，存于）
- SCANAIR uniforms at uniformfreak.com
- SCANAIR DC-10 video at YouTube
- Another SCANAIR history site （页面存档备份，存于）
- YouTube SCANAIR A300
- SCANAIR Fleet details